# Человек, которого я люблю
«Челове́к, кото́рого я люблю́» — советский полнометражный цветной художественный фильм, поставленный на киностудии «Мосфильм» в 1966 году по повести советского писателя Леонида Андреевича Завальнюка «Дневник Родьки Муромцева — трудного человека». Сценарий был написан самим писателем в соавторстве с режиссёром фильма — Юлием Юрьевичем Карасиком. Премьера фильма состоялась 13 марта 1967 года.

## Сюжет
В небольшом провинциальном городе Благовещенске живут отец и два сына, оставшиеся втроём после смерти матери. Глава семьи — рядовой инженер Евгений Эдуардович Муромцев. Старший сын — молодой и амбициозный врач Костя, недавно окончивший институт, жаждущий начать самостоятельную работу, но пока он вынужден ассистировать более опытным хирургам. Младший — пятнадцатилетний Родька — мечтатель и человек с обострённым чувством справедливости, который только-только вступает во взрослую жизнь.
События фильма разворачиваются вокруг непростых семейных отношений между самими Муромцевыми и девушкой Сашей, невестой Кости. Костя мечтает о подвигах на своём поприще, иронично относится к отцу, который мог бы заниматься серьёзной научной работой, но предпочитает скромную должность инженера и при этом «абсолютно счастлив». Параллельно развиваются по-юношески трогательные и одновременно забавные отношения между Родькой и соседкой Муромцевых — Лигией.
Косте наконец поручают выполнить сложную операцию практически безнадёжному больному — учителю математики Родьки. И Константин убеждён, что исследовать болезни допустимо даже на смертельно больных пациентах, если это требуется для прогресса медицинской науки. Родька и отец пытаются отговорить его, считая такую позицию неэтичной, в результате происходит ссора, которая приводит к отъезду Кости. Он уезжает в Москву, на работу в новую клинику, куда его давно приглашал друг.
Однако всем главным героям удаётся преодолеть противоречия и сохранить тёплые отношения друг с другом, даже несмотря на расставание Кости и Саши, которая поняла, что у нее возникло серьёзное чувство к Евгению Эдуардовичу. В конце фильма Александра тоже уезжает из города. Во время немногословной сцены прощания в аэропорту Муромцев-отец догадывается о влюблённости в него молодой женщины, но они всё же расстаются…

## В ролях
- Георгий Жжёнов — Евгений Эдуардович Муромцев
- Евгений Герасимов — Родька
- Николай Мерзликин — Костя
- Тамара Сёмина — Саша
- Алла Витрук — Лигия, соседка и подруга Родьки
- Сергей Ваняшкин — Васька Плотников, друг и одноклассник Родьки

## Съёмочная группа
- Режиссёр — Юлий Карасик
- Сценаристы — Леонид Завальнюк, Юлий Карасик
- Оператор — Эра Савельева
- Композитор — Юрий Левитин
- Художник — Александр Мягков